# عبد المنعم موسى فحص
عبد المنعم موسى فحص
شاعر عاملي من النبطية، عاش جلّ حياته في المهجر لتحصيل لقمة العيش.

## ولادته ونشأته
- ولد في النبطية في العام 1905م.
- تلقى علومه الأولى في مدارس النبطية على علمائها ومشايخها.
- وبسبب أوضاعه الاقتصادية ترك الدراسة وأكب على التحصيل الذاتي.
- أتقن اللغة الفرنسية وألم ّ بالإنجليزية.
- غادر بلدته يافعا وتوجّه إلى أفريقيا للبحث عن لقمة العيش فيها
- تنقل بين السنغال وغينيا وساحل العاج.
- اضطرته ظروفه للعمل كعامل في معمل للأخشاب، ومن ثم في تجارة القماش.
- استقرّ في المملكة المغربية حيث عمل في الإذاعة، وكان مقرّبا من البلاط الملكي لأنه من الأشراف وذلك حتّى وفاته

## شعره
- له العديد من القصائد المتنوعة في المناسبات الوطنية والاجتماعية.
- امتازت قصائده بالعفوية والحماسة.
- له ديوان شعر وحيد (لفح الهجير) صدر العام 1967م.

## وفاته
توفي في الدار البيضاء في العام 1990م.

## الوصلات الخارجية
ترجمة عبد المنعم فحص في معجم البابطين